# 长穗薹草
长穗薹草（学名：Carex dolichostachya）是莎草科薹草属的植物。分布在台湾岛、日本、菲律宾以及中国大陆的四川、安徽、浙江、陕西等地，生长于海拔800米至1,600米的地区，多生长于林下或山坡沟边。

## 别名
长穗宿柱苔(台湾植物志)

## 亚种
- 阿里山宿柱薹（学名：Carex dolichostachya subsp. trichosperma）是莎草科薹草属长穗薹草的亚种，为台灣的特有植物。分布于台灣。